# 24 uur van Le Mans 1975

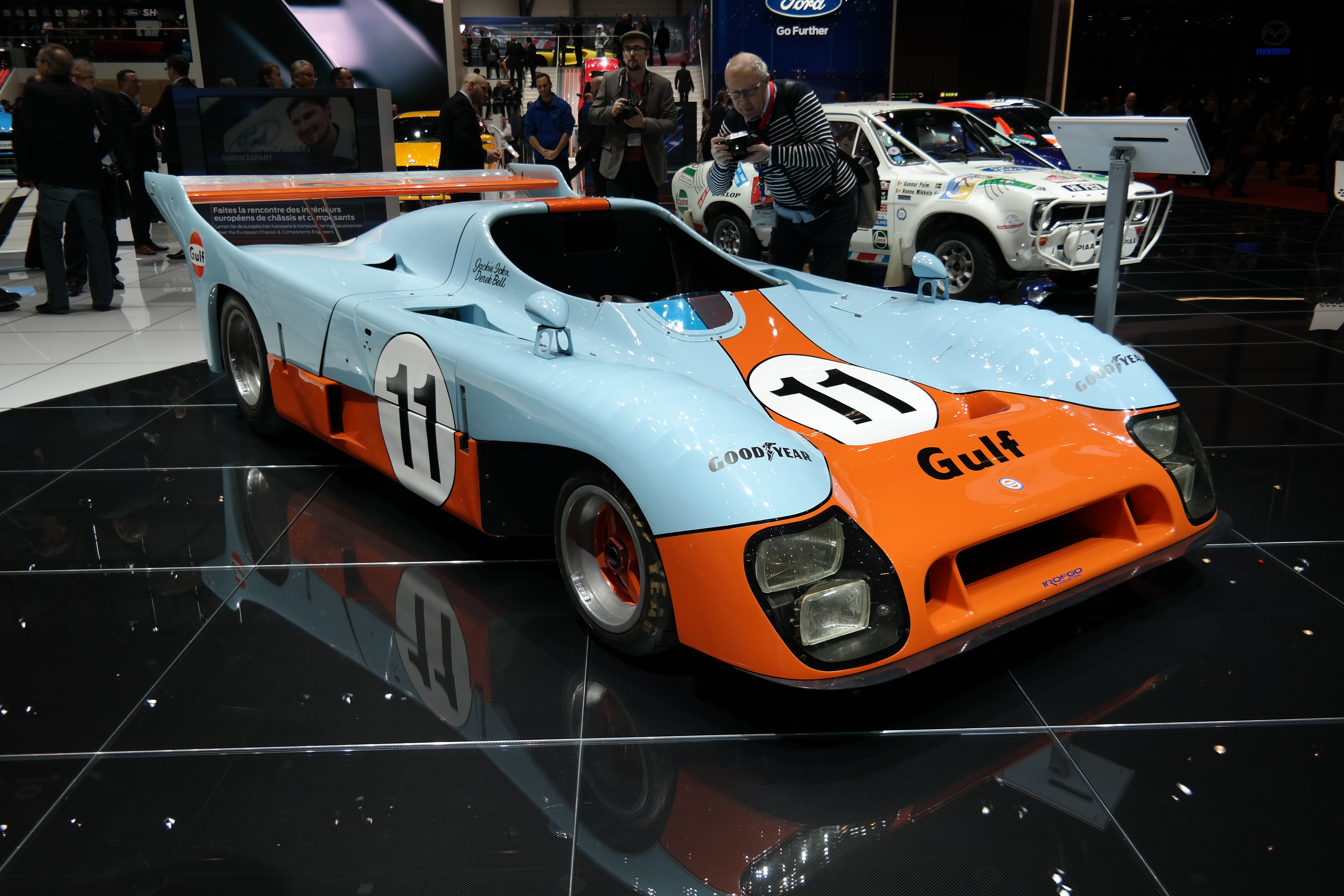
De winnende auto: de Gulf-Mirage GR8 #11.

De 24 uur van Le Mans 1975 was de 43e editie van deze endurancerace. De race werd verreden op 14 en 15 juni 1975 op het Circuit de la Sarthe nabij Le Mans, Frankrijk.
De race werd gewonnen door de Gulf Research Racing #11 van Jacky Ickx en Derek Bell. Ickx behaalde zijn tweede Le Mans-zege, terwijl Bell zijn eerste overwinning behaalde. De GTS-klasse werd gewonnen door de Gelo Racing Team #58 van Gijs van Lennep, John Fitzpatrick, Manfred Schurti en Toine Hezemans. De GT-klasse werd gewonnen door de Gerhard Maurer #84 van Gerhard Maurer, Christian Baez en Eugen Strähl. De GTX-klasse werd gewonnen door de Porsche Club Romand #20 van Claude Haldi, Bernard Béguin en Peter Zbinden. De S 2.0-klasse werd gewonnen door de Société Esso #35 van Michèle Mouton, Marianne Hoepfner en Christine Dacremont. De TS-klasse werd gewonnen door de Heidegger Racing Team #91 van Daniel Brillat, Giancarlo Gagliardi en Michel Degoumois.

## Race
Winnaars in hun klasse zijn vetgedrukt. Auto's die minder dan 70% van de afstand van de winnaar (235 ronden) hadden afgelegd werden niet geklasseerd. De #78 Écurie Buchet werd gediskwalificeerd omdat de brandstof van deze auto te vroeg werd bijgevuld.
| Pos. | Klasse | No. | Team                                     | Coureurs                                                        | Chassis                             | Motor                           | Banden | Ronden |
| ---- | ------ | --- | ---------------------------------------- | --------------------------------------------------------------- | ----------------------------------- | ------------------------------- | ------ | ------ |
| 1    | S 3.0  | 11  | Gulf Research Racing                     | Jacky Ickx Derek Bell                                           | Gulf-Mirage GR8                     | Cosworth DFV 3.0L V8            | G      | 337    |
| 2    | S 3.0  | 5   | Automobiles Ligier Gitanes               | Jean-Louis Lafosse Guy Chasseuil                                | Ligier JS2                          | Cosworth DFV 3.0L V8            | M      | 336    |
| 3    | S 3.0  | 10  | Gulf Research Racing                     | Vern Schuppan Jean-Pierre Jaussaud                              | Gulf-Mirage GR8                     | Cosworth DFV 3.0L V8            | G      | 331    |
| 4    | S 3.0  | 15  | Joest Racing                             | Reinhold Joest Mario Casoni Jürgen Barth                        | Porsche 908/03                      | Porsche 3.0L F8                 | G      | 326    |
| 5    | GTS    | 58  | Gelo Racing Team                         | Gijs van Lennep John Fitzpatrick Manfred Schurti Toine Hezemans | Porsche 911 Carrera RSR             | Porsche 3.0L F6                 | G      | 316    |
| 6    | GTS    | 69  | "Beurlys"                                | Jean Blaton Nick Faure John Cooper                              | Porsche 911 Carrera RSR             | Porsche 3.0L F6                 | D      | 312    |
| 7    | GTS    | 53  | ASA Cachia-Bondy                         | Henri Cachia Jacques Borras Pascal Moisson                      | Porsche 911 Carrera RSR             | Porsche 3.0L F6                 | D      | 310    |
| 8    | GTS    | 55  | Écurie Robert Buchet                     | Claude Ballot-Léna Jacques Bienvenue                            | Porsche 911 Carrera RSR             | Porsche 3.0L F6                 | D      | 305    |
| 9    | GTS    | 65  | Porsche Kremer Racing Team               | Juan Carlos Bolaños Andres Contreras Billy Sprowls              | Porsche 911 Carrera RSR             | Porsche 3.0L F6                 | D      | 305    |
| 10   | GT     | 84  | Gerhard Maurer                           | Gerhard Maurer Christian Baez Eugen Strähl                      | Porsche 911 Carrera RS              | Porsche 3.0L F6                 | D      | 296    |
| 11   | GT     | 67  | Anne-Charlotte Verney                    | Anne-Charlotte Verney Yvette Fontaine Corinne Tarnaud           | Porsche 911 Carrera RS              | Porsche 3.0L F6                 | D      | 295    |
| 12   | GTS    | 47  | Ecurie Francorchamps                     | Jean-Claude Andruet Teddy Pilette Hughes de Fierlandt           | Ferrari 365 GTB/4                   | Ferrari 4.4L V12                | M      | 294    |
| 13   | GTS    | 48  | Marcel Mignot                            | Marcel Mignot Philippe Gurdjian Harry Jones                     | Ferrari 365 GTB/4                   | Ferrari 4.4L V12                | M      | 294    |
| 14   | S 3.0  | 4   | Alain de Cadenet                         | Alain de Cadenet Chris Craft                                    | Lola T380 LM                        | Cosworth DFV 3.0L V8            | G      | 292    |
| 15   | GTX    | 20  | Porsche Club Romand                      | Claude Haldi Bernard Béguin Peter Zbinden                       | Porsche 911 Carrera RSR Turbo       | Porsche 2.2L F6 Turbo           | M      | 291    |
| 16   | GTS    | 43  | Team Claude Dubois Ecuador Marlboro Team | Pierre Rubens Paolo Bozzetto                                    | De Tomaso Pantera                   | Ford 5.8L V8                    | M      | 291    |
| 17   | GT     | 77  | Philippe Dagoreau                        | Philippe Dagoreau Thierry Sabine Jean-Pierre Aeschlimann        | Porsche 911 Carrera RS              | Porsche 3.0L F6                 | M      | 285    |
| 18   | GT     | 80  | X Racing                                 | Raymond Touroul Philippe Hesnault                               | Porsche 911 Carrera RS              | Porsche 3.0L F6                 | D      | 284    |
| 19   | GT     | 63  | Porsche Club Romand                      | Jean-Claude Bering Klaus Utz Horst Godel                        | Porsche 911 Carrera RS              | Porsche 3.0L F6                 | D      | 284    |
| 20   | GT     | 87  | X Racing                                 | Philippe Demagne René Boubet                                    | Porsche 911 Carrera S               | Porsche 2.7L F6                 | D      | 282    |
| 21   | S 2.0  | 35  | Société Esso                             | Michèle Mouton Marianne Hoepfner Christine Dacremont            | Moynet LM75                         | Simca-JRD 1994cc S4             | M      | 270    |
| 22   | S 2.0  | 30  | Jean-Marie Lemerle                       | Jean-Marie Lemerle Patrick Daire Alain Levié                    | Lola T292                           | Simca-ROC 1994cc S4             | G      | 266    |
| 23   | GTS    | 61  | Écurie Armagnac Bogorre                  | Christian Bussi Patrick Metral                                  | Porsche 911 Carrera RSR             | Porsche 3.0L F6                 | D      | 266    |
| 24   | S 2.0  | 28  | Société Racing Organisation Course       | François Sérvanin Jacques Henry Albert Dufrène                  | Lola T294                           | Simca-ROC 1994cc S4             | G      | 258    |
| 25   | GTS    | 71  | Joël Laplacette                          | Joël Laplacette Alain Leroux Claude Pigeon                      | Porsche 911 Carrera RSR             | Porsche 3.0L F6                 | M      | 258    |
| 26   | GTS    | 72  | André Haller                             | André Haller Hans Schuller Benoit Maechler                      | Datsun 240Z                         | Datsun 2.4L S6                  | B      | 254    |
| 27   | TS     | 91  | Heidegger Racing Team                    | Daniel Brillat Giancarlo Gagliardi Michel Degoumois             | BMW 2002Ti                          | BMW 1990cc S4                   | K      | 252    |
| NC   | GTS    | 50  | Louis Meznarie                           | Hübert Striebig Hugues Kirschoffer Pierre Mauroy                | Porsche 911 Carrera RSR             | Porsche 3.0L F6                 | D      | 243    |
| NC   | S 2.0  | 38  | Rays Racing                              | Nigel Clarkson Derek Worthington                                | Lola T292/294                       | Cosworth BDA 1950cc S4          | G      | 241    |
| NC   | S 2.0  | 23  | Madison Racing Team                      | Richard Knight Mike Knight Christian Mons                       | March 75S                           | Cosworth BDG 1975cc S4          | G      | 218    |
| DSQ  | GT     | 78  | Écurie Buchet Cyril Grandet              | Cyril Grandet Bob Wollek                                        | Porsche 911 Carrera RSR             | Porsche 3.0L F6                 | M      | 294    |
| DNF  | S 3.0  | 3   | Christian Poirot                         | Christian Poirot Gérard Cuynet Guillermo Ortega                 | Porsche 908/02                      | Porsche 3.0L F8                 | D      | 249    |
| DNF  | S 2.0  | 27  | Société Racing Organisation Course       | Xavier Lapeyre Christian Ethuin Laurent Ferrier                 | Lola T294                           | Simca-ROC 1994cc S4             | G      | 223    |
| DNF  | S 2.0  | 29  | Société Racing Organisation Course       | Pierre-Marie Painvin Franz Hummel                               | Lola T292                           | Simca-ROC 1994cc S4             | G      | 206    |
| DNF  | S 3.0  | 1   | Wicky Racing Team                        | Max Cohen-Olivar Philippe Coran Joël Brachet                    | Porsche 908/02K                     | Porsche 3.0L F8                 | G      | 161    |
| DNF  | S 3.0  | 6   | Automobiles Ligier Gitanes               | Henri Pescarolo François Migault                                | Ligier JS2                          | Cosworth DFV 3.0L V8            | M      | 146    |
| DNF  | GTS    | 59  | Gelo Racing Team                         | Tim Schenken Howden Ganley                                      | Porsche 911 Carrera RSR             | Porsche 3.0L F6                 | G      | 106    |
| DNF  | GTS    | 52  | Écurie du Nord                           | William Vollery Roger Dorchy Eric Chapuis                       | Porsche 911 Carrera RSR             | Porsche 3.0L F6                 | D      | 93     |
| DNF  | GTS    | 68  | Guy Verrier                              | Guy Verrier Florian Vetsch Jean-Robert Corthay                  | Porsche 911 Carrera RS              | Porsche 3.0L F6                 | M      | 91     |
| DNF  | TS     | 98  | Auto Mazda Claude Buchet                 | Claude Buchet Jean Rondeau                                      | Mazda RX-3 Coupé                    | Mazda 12A 2-Rotor (2.3L equiv.) | D      | 78     |
| DNF  | TS     | 93  | Hervé Poulain                            | Hervé Poulain Sam Posey Jean Guichet                            | BMW 3.0 CSL                         | BMW 3.5L S6                     | D      | 73     |
| DNF  | GTS    | 96  | J. Bonnemaison                           | Lucien Nageotte Gérard Picard                                   | Porsche 911 Carrera RS              | Porsche 3.0L F6                 | D      | 48     |
| DNF  | GTS    | 16  | Joest Racing/Tebernum Racing             | Clemens Schickentanz Hartwig Bertrams                           | Porsche 911 Carrera RSR             | Porsche 3.0L F6                 | D      | 42     |
| DNF  | GTS    | 60  | Gelo Racing Team                         | Toine Hezemans Manfred Schurti                                  | Porsche 911 Carrera RSR             | Porsche 3.0L F6                 | G      | 41     |
| DNF  | S 3.0  | 18  | Sigma Automotive                         | Hiroshi Fushida Harukuni Takahashi                              | Sigma MC75                          | Toyota 1636cc S4 Turbo          | D      | 37     |
| DNF  | S 3.0  | 97  | Automobiles Ligier Gitanes               | Jean-Pierre Beltoise Jean-Pierre Jarier                         | Ligier JS2                          | Maserati 3.0L V6                | M      | 36     |
| DNF  | TS     | 95  | Shark Team                               | Jean-Claude Guérie Dominique Fornage                            | Ford Capri LV                       | Ford 3.0L V6                    | D      | 27     |
| DNF  | GTS    | 7   | Beurlys International/Auto               | Pietro Polese Germano Premol                                    | De Tomaso Pantera                   | Ford 5.8L V8                    | M      | 22     |
| DNF  | S 2.0  | 26  | Equipe Elf Switzerland                   | Marie-Claude Beaumont Lella Lombardi                            | Renault-Alpine A441C                | Renault 1997cc V6               | M      | 20     |
| DNF  | GTS    | 57  | Ganto Racing                             | John Rulon-Miller Tom Waugh Serge Godard                        | Porsche 911 Carrera RSR             | Porsche 3.0L F6                 | D      | 16     |
| DNF  | S 3.0  | 12  | Racing Team Schulthess                   | Heinz Schulthess Hervé Bayard André Savary                      | Lola T284                           | Cosworth DFV 3.0L V8            | G      | 16     |
| DNF  | S 2.0  | 40  | P. Mettetal                              | Jean Ragnotti Michel Lateste                                    | Tecma 755                           | Ford-Hart 1790cc S4             | M      | 11     |
| DNF  | GT     | 83  | Jean-Yves Gadal                          | Jean-Yves Gadal André Gahinet                                   | Porsche 911 Carrera RS              | Porsche 2.7L F6                 | M      | 6      |
| DNF  | TS     | 90  | Jean-Claude Aubriet                      | Jean-Claude Aubriet Jean-Claude Depince                         | BMW 3.0 CSL                         | BMW 3.5L S6                     | D      | 1      |
| DNF  | GTS    | 42  | Henri Greder                             | Henri Greder Alain Cudini                                       | Chevrolet Corvette C3               | Chevrolet 7.0L V8               | M      | 0      |
| DNS  | GTX    | 45  | North American Racing Team               | Ronnie Bucknum Carlo Facetti                                    | Ferrari 365 GTB/4                   | Ferrari 4.4L V12                | M      | 0      |
| DNS  | GTS    | 46  | North American Racing Team               | Jean-Pierre Malcher Patrick Langlois                            | Ferrari 365 GTB/4 Michelotti Spider | Ferrari 4.4L V12                | M      | 0      |
| DNS  | GTS    | 62  | Escuderia Montjuïch                      | Juan Fernández Francisco Perez                                  | Porsche 911 Carrera RSR             | Porsche 3.0L F6                 | M      | 0      |
| DNS  | GTX    | 99  | North American Racing Team               | Lucien Guitteny Jacky Haran                                     | Ferrari 365 GTB/4 Berlinetta Boxer  | Ferrari 4.4L V12                | M      | 0      |
| DNQ  | S 3.0  | 2   | Ecuador Marlboro Team                    | Guillermo Ortega Lothar Ranft                                   | Porsche 908/02                      | Porsche 3.0L F8                 | G      | 0      |
| DNQ  | S 3.0  | 9   | Ecuador Marlboro Team                    | Fausto Merello Francisco Madera Louis Larrea                    | Porsche 911 Carrera RS              | Porsche 3.0L F6                 | D      | 0      |
| DNQ  | S 3.0  | 17  | North American Racing Team               | Richard Bond Giancarlo Gagliardi Harley Cluxton                 | Dino 308 GT4 LM                     | Ferrari 2.9L V8                 | G      | 0      |
| DNQ  | S 2.0  | 33  | Jean-Louis Gama                          | Jean-Louis Gama Franc Leclercq "Deneulin"                       | GLD 910/6                           | Porsche 1991cc F6               | G      | 0      |
| DNQ  | GTX    | 34  | Paul Rilly                               | Paul Rilly Roger Le Veve                                        | Lamborghini Islero                  | Lamborghini 3.9L V12            | M      | 0      |
| DNQ  | S 2.0  | 39  | Michel Lateste                           | Michel Lateste Gilbert Sedergo                                  | Sederap                             | Cosworth BDG 1844cc S4          | F      | 0      |
| DNQ  | GT     | 54  | Angelo Pallavicini                       | Angelo Pallavicini Marco Vanoli                                 | Porsche 911 Carrera RS              | Porsche 3.0 F6                  | D      | 0      |
| DNQ  | GTS    | 70  | Les Maisons de Week-End                  | Jean-Louis Ravenel Jacky Ravenel Dany Wauters                   | Porsche 911 Carrera RS              | Porsche 3.0 F6                  | D      | 0      |
| DNQ  | GTS    | 73  | Thierry Perrier                          | Thierry Perrier Jean Belliard                                   | Porsche 911S                        | Porsche 2.3L F6                 | M      | 0      |
| DNQ  | GT     | 75  | Wicky Racing Team                        | André Wicky José Thibault Elio Cogo Philippe Carron             | De Tomaso Pantera                   | Ford 5.8L V8                    | M      | 0      |
| DNQ  | TS     | 89  | Michel Guicherd                          | Michel Guicherd Jean-Claude Géral Christian Avril               | Chrysler Hemicuda                   | Chrysler Hemi 7.0L V8           | M      | 0      |
| DNQ  | TS     | 94  | Shark Team                               | Christian Gouttepifre Jean-Pierre Bodin                         | Ford Capri RS                       | Ford 3.0L V6                    | D      | 0      |

1923 · 1924 · 1925 · 1926 · 1927 · 1928 · 1929 · 1930 · 1931 · 1932 · 1933 · 1934 · 1935 · 1936 · 1937 · 1938 · 1939 · 1940 - 1948 · 1949 · 1950 · 1951 · 1952 · 1953 · 1954 · 1955 (Ramp) · 1956 · 1957 · 1958 · 1959 · 1960 · 1961 · 1962 · 1963 · 1964 · 1965 · 1966 · 1967 · 1968 · 1969 · 1970 · 1971 · 1972 · 1973 · 1974 · 1975 · 1976 · 1977 · 1978 · 1979 · 1980 · 1981 · 1982 · 1983 · 1984 · 1985 · 1986 · 1987 · 1988 · 1989 · 1990 · 1991 · 1992 · 1993 · 1994 · 1995 · 1996 · 1997 · 1998 · 1999 · 2000 · 2001 · 2002 · 2003 · 2004 · 2005 · 2006 · 2007 · 2008 · 2009 · 2010 · 2011 · 2012 · 2013 · 2014 · 2015 · 2016 · 2017 · 2018 · 2019 · 2020 · 2021 · 2022 · 2023 · 2024